# サン・マロ襲撃 (1693年)
サン・マロ襲撃（サン・マロしゅうげき、フランス語: Raid sur Saint-Malo）は大同盟戦争中の1693年11月26日から11月29日にかけて、イングランド王国海軍によるフランス王国のブルターニュ地域にある港口都市サン・マロへの襲撃。数日間の砲撃の後、イングランドは後に「悪魔の機械」（machine infernale）と呼ばれ、火薬とぶどう弾の詰まった火船をサン・マロの塁壁に放った。襲撃は失敗に終わり、甚大な物的被害をサン・マロに強いたものの、人的被害は皆無だった。

## 背景
1693年、オラニエ公兼イングランド王ウィリアム3世率いるアウクスブルク同盟とフランス王国の間の戦争は5年目に入った。1692年春にフランス海軍がバルフルール岬とラ・オーグの海戦で敗北したが、翌年のラゴスの海戦で「スミルナ船隊」（Smyrna convoy）を拿捕して雪辱を果たした。しかし、フランスはその後通商破壊の戦略に切り替わり、フランス艦隊はすぐに時代遅れと化した。
イングランドの貿易は特にサン・マロとダンケルクの私掠船で大きな被害を受けており、フランスはサン・マロを「私掠船都市」（la cité corsaire）と呼んだが、イングランドは「スズメバチの巣」と呼んだ。私掠船業は9世紀より続けられており、イングランド海軍本部の記録では1688年から1697年までの間、サン・マロの私掠船がイングランドとオランダの商船3,384隻と護衛船162隻を拿捕したという。
サン・マロが攻撃の標的となるのは明らかであり、フランス王ルイ14世は1689年に技術将校セバスティアン・ル・プレストル・ド・ヴォーバンに命じてサン・マロの守備を強化させた。彼はサン・マロの町と城塞の塁壁を強化して大砲を置けるようにしたほか、サン・マロ沖の主要な島嶼についてもその城塞の設計を描き上げた。これらの島嶼の一部は1689年以前にすでに防御工事が施されていたが、ヴォーバンはそれを強化してイングランドとオランダの攻撃に備えた。
イングランドでは私掠船の攻撃を止めるよう、サン・マロを破壊する計画が立てられた。イングランド王ウィリアム3世の命令で秘密兵器の設計が2年間に渡ってロンドン塔内にて進められた。その成果である「悪魔の機械」（machine infernale）は火船の一種で長さは84フィート、重さは300トン、大砲23門を有しており、甲板は3つあった。できるだけ岸に近づけられるよう、喫水はわずか7フィートだった。帆は黒く、船の側面には火薬、爆弾、刻んだわら、ぶどう弾がふんだんに積まれた。中身は石造で火薬、松やに、硫黄などが積まれた樽、さらに砲弾、手りゅう弾、銃弾の入った銃、タールが塗られた布など燃えやすいものが大量に積まれた。

## 英蘭連合艦隊の砲撃と「悪魔の機械」の敗北
1693年11月26日、船30から30隻で構成された英蘭連合艦隊がフレエル岬に現れ、ラ・ラッテ砦とエビアン諸島（Archipel des Ébihens）を砲撃した後、サン・マロ沖で錨を下ろした。艦隊は50から60門戦列艦10隻、フリゲート20から30隻、爆弾船としてのガリオット、シャループ（chaloupe、カッターの1種）、そして「悪魔の機械」であった。艦隊の指揮官はジョン・ベンボー海軍代将（旗艦は48門艦ノリッジ）と技術将校のトマス・フィリップスだった。
11月27日の夜明け、イングランドは未完成のラ・コンシェ砦を奪取、当時工事を進めていた30から40人を捕虜にして彼らの工具が置かれた倉庫を燃やした。フランス側はサン・マロ市とロワイヤル砦から砲撃、艦隊が前日と同じように接近することを防いだ。ガリオット船は砲弾にあたって帆柱を折られ、別の船は砲弾で船首を破壊された。イングランドは午後9時に砲撃を再開したが砲弾を22発撃っただけで止まり、翌朝5時に砲撃を再開した。これらの砲撃は効果が薄く、撃たれた50から60枚の砲弾のうちサン・マロ市に届いたのは20枚だけであり、火事にもならず家屋数軒の屋根と窓が破られただけだった。
28日朝、サン・マロの私掠船ル・モーペルテュイ（Le Maupertuis）はオランダ船のL'Isabelle（300トン、21門艦）を拿捕してフレエル岬から現れた。イングランド艦隊はフランスの旗である白旗を掲揚して自軍をル・モーペルテュイに乗船させようとしたが、ル・モーペルテュイの航速のほうが上だったため逃げられた。同日、ブルターニュ知事の第3代シャルンヌ公爵シャルル・ダルベール・ダイイとアンタンダンのルイ・ド・ベシャメルが貴族数人とともにサン・マロに到着、守備を指揮した。当時サン・マロ近くにいた2人海軍少将コエトロゴン侯爵とアンフレヴィル侯爵は士官約20人（多くが海軍大佐）とともに戦場に向かった。シャルンヌ公爵は増援として大勢の砲兵と砲兵士官を呼び寄せた。28日、イングランドはセザンブレ島に上陸したが、修道院に神父1人とレコレ派の修道士2人が残っているのみで、残りはサン＝セルヴァンに避難した。その夜、シャルル・ド・サント＝モールは偵察を行い、イングランド艦隊に接近することに成功した。またイングランド船数隻がサン・マロ沖、市の周りにある岩を発見した。午前6時頃に砲撃が開始されたが、効果は薄かった。
29日、イングランド艦隊はロワイヤル砦を砲撃した後、夕方に「悪魔の機械」を放ってサン・マロ市の城壁に取り付けて爆発させようとした。ウィリアム3世が選んだ標的はサン・マロの火薬庫であるビドゥアネ塔（Tour Bidouane）であった。
悪魔の機械は妨害されずに城壁から50ペースまでのところに接近したが、ロワイヤル砦からラ・レーヌ砦の間の岩列を通るとき、西向きの突風により座礁してしまった。この岩は後に「イギリス人の岩」（les roches aux Anglais）または「グロ・マロの岩」（le Rocher de Gros Malo）と呼ばれた。船体の底に穴が開いてしまったため、イングランド工兵はすぐに火をつけたが、すでに火薬の一部が湿ってしまったため効果が減ってしまい、さらに火の手が海の方向に向かったため、サン・マロ市に延焼しなかった。
やがて船は爆発して、周り約2リーグの家屋を震わせ、空が溶鉱炉のように数分間炎で満ちており、サン・マロ市には落下物が次々と落ちてきた。サン・マロの物的被害はひどく、ほとんどの家屋の窓が砕かれ、家屋300軒の屋根が壊れたが、死者は出ず、倒壊した壁もなかった。重いキャプスタンだけが広場に落ちてきて家屋1軒を壊した。フランス側の生物の被害は猫1匹と犬2匹だけであり、逆にイングランド側は死者5から6人を出した。「悪魔の機械」の操船手は逃げ遅れて死亡、また爆発により大量の水が吹き出てボートが沈没、数人が死亡した。

## 影響
最初の計画は失敗したが、サン・マロには大損害を与え、ベンボー率いる軍勢はラ・コンシェ砦を奪取して、そこで得た大砲と捕虜をガーンジーに移した.ベンボーは戦役の結果に失望してヘンリー・ツアーヴィル大尉（Henry Tourville）を軍法会議にかけたが、後に臼砲が壊れていることが判明して無罪放免になった. 
バークリー・オブ・ストラットン男爵率いる英蘭連合艦隊75隻は1695年7月14日から18日にかけてサン・マロを再び砲撃した。
サン・マロでは当時の堡塁内にあったとある通りがシャ・キ・ダンス通り（「舞う猫の通り」）に名づけられたが、サン・マロへの襲撃で火船が爆発した結果、誰も負傷せず、1匹の猫のしっぽが燃えただけに終わったことを起源としている。